# Fonologia da língua sueca
O sueco é caracterizado pela sua riqueza vocálica – 9 vogais que resultam em 18 fonemas vogais – e pela sua típica consoante fricativa palatal-velar surda [ɧ] (uma espécie de [ʃ] aspirado, grafado ‹ sje › em sueco, e sem correspondência em português).
Um outro traço característico são as sílabas iniciais com três consoantes - p.ex. skriva (escrever) e språk (língua).

## Os sons da língua
A língua sueca tem 27 fonemas, dos quais 9 são vogais e 18 consoantes. Todavia, os fonemas vocálicos são por vezes descritos como 18, se se tiver em conta o comprimento das vogais (vokallängd). E os fonemas consonânticos podem ascender a 23, se se tiver em conta as suas diferentes variantes.

| /i - e - ɛ - y - ø - ʉ - u - o - a - p - t - k - b - d - g - m - n - ŋ - f - s - ɧ - ɕ - h - v - j - l – r/ |

## Vogais
O sueco tem 9 vogais:
| /i - e - ɛ - y - ø - ʉ - u - o - a/ |

Nas suas variantes breve e longa – pronúncia mais curta e pronúncia alongada, estas vogais perfazem 18 fonemas vogais.

No alfabeto latino, estes sons são representados por 9 letras:  A, E, I, O, U, Y, Å, Ä e Ö. 

### Comprimento das vogais
As vogais podem ser: 
- Vogais breves (korta vokaler), p.ex. mätta (satisfazer), sill (arenque), back (jogador da defesa), glass (gelado)
- Vogais longas (Långa vokaler), p.ex. mäta (medir), sil (passador), bak (traseiro), glas (vidro)

De forma simplificada, na escrita, as vogais curtas são seguidas de consoantes duplas, e as vogais longas de consoantes simples.
| Fonema | Grafema | Exemplo  |
| ------ | ------- | -------- |
| aː     | a       | mata     |
| eː     | e       | be       |
| iː     | i       | it       |
| uː     | o       | klok     |
| ʉː     | u       | kula     |
| yː     | y       | fyr      |
| oː     | å, o    | låg, bot |
| ɛː     | ä       | nät      |
| øː     | ö       | köl      |

| Fonema | Grafema | Exemplo    |
| ------ | ------- | ---------- |
| a      | a       | tack       |
| ɛ      | e       | vett       |
| ɪ      | i       | finn       |
| ʊ      | o       | bott       |
| ɵ      | u       | full       |
| ʏ      | y       | lyss       |
| ɔ      | å, o    | månne      |
| ɛ      | e, ä    | sett, lätt |
| œ      | ö       | lönn       |

## Consoantes
O sueco tem 18 fonemas consonânticos:
| /p - t - k - b - d - g - m - n - ŋ - f - s - ɧ - ɕ - h - v - j - l – r/ |

As consoantes suecas podem ser divididas em cinco grupos:
Plosivas, fricativas, vibrantes, laterais e nasais.

| Fonema | Grafema | Exemplo |
| ------ | ------- | ------- |
| p      | p       | sprit   |
| b      | b       | bra     |
| t      | t       | stig    |
| d      | d       | dag     |
| k      | k       | skriv   |
| g      | g       | gas     |

| Fonema | Grafema     | Exemplo            |
| ------ | ----------- | ------------------ |
| f      | f           | far                |
| v      | v           | vak                |
| s      | s           | stor               |
| ɧ      | sj, skj,stj | sjö, stjärna, skäl |
| j      | j, gj       | jacka, gjuta       |
| ɕ      | tj, k       | tjärn, kära        |
| h      | h           | hård               |

| Fonema | Grafema | Exemplo |
| ------ | ------- | ------- |
| r, ʀ   | r       | rak     |

| Fonema | Grafema | Exemplo |
| ------ | ------- | ------- |
| l      | l       | liten   |

| Fonema | Grafema | Exemplo |
| ------ | ------- | ------- |
| m      | m       | mat     |
| n      | n       | när     |
| ŋ      | ng      | tång    |

## Acento de intensidade
Tanto as vogais, como as consoantes podem ser:
- Fortes
- Fracas

## Acento melódico
Uma sílaba acentuada pode ter dois acentos melódicos:
- Acento 1 ou acento agudo (akut accent)
  - P. ex.: tanken 'o tanque', stegen 'os passos';
- Acento 2 ou acento grave (grav accent)
  - P. ex.: tanken 'o pensamento', stegen 'a escada'.

Esta particularidade do sueco leva à perceção por falantes de outras línguas de que "o idioma sueco é musical".

## Assimilação
Em certos contextos, dois sons influenciam-se um ao outro. 
Ex.
- R+S mars (“março”)
- R+N varna (“avisar”)
- R+L pärla (“pérola”)

## Prosódia
Há diferenças assinaláveis na prosódia das diferentes variedades do sueco, tal como entre o português europeu e o português brasileiro, ou o inglês australiano e o inglês americano. A prosódia do sueco do sul é muito diferente da do sueco de Estocolmo, a qual por sua vez difere bastante das prosódias da Dalecárlia, ou da Gotlândia, ou da Norlândia, para não falar do sueco da Finlândia.

## Alfabeto sueco
- O sistema de escrita sueco é essencialmente alfabético.
- O alfabeto sueco tem 29 letras:[12]

| Aa Bb Cc Dd Ee Ff Gg Hh Ii Jj Kk Ll Mm Nn Oo Pp Qq Rr Ss Tt Uu Vv Ww Xx Yy Zz Åå Ää Öö |

## Exemplos de fonemas e grafemas
- O fonema / ɧ / pode ser escrito:
  - sj – sju /ɧʉ̟ː/
  - sk – skön /ɧøːn/
  - stj – stjärna /ˈɧæːɳa/
  - skj – skjorta /ˈɧʊʈa/
  - sch - schack /ɧak/
  - j - jalusi /ɧalɵˈsiː/
  - ch - choklad /ɧʊkˈlɑː/
  - ti - station /staˈɧuːn/
  - i - motion /mɔtˈɧuːn/ ou /mʊtˈɧuːn/
  - ssi - diskussion /dɪskɵˈɧuːn/
  - si - konklusion /kɔnklɵˈɧuːn/
  - xi - reflexion /rɛflɛkˈɧuːn/
  - sh - shorts /ɧoːʈʂ/
  - g - genre /ˈɧaŋɛr/
  - gi - religiös /reliˈɧø:s/
  - ge - sergeant /særˈɧant/
  - st - östgöte /ˈœɧœtə/
  - sti - kristianstad /krɪˈɧansta/
  - x - växjö /ˈvɛkɧøː/

- O fonema /ɕ/ pode ser escrito:
  - tj – tjur
  - k – kind
  - ch - chick /ɕik/ ou /ʂik/
- O fonema /ʂ/ pode ser escrito:
  - ch - chick /ʂik/ ou /ɕik/
  - ge - eloge /eˈlo:ʂ/ - beige /beːʂ/ ou /bɛːʂ/
  - sh - shilling /ˈʂɪlɪŋ/